# Трифенилалюминий
Трифенилалюминий — элементоорганическое вещество, алкилпроизводное алюминия с формулой Al(С₆H₅)3, твёрдое бесцветное вещество, растворяется в бензоле, окисляется на воздухе.

## Получение
- Взаимодействие хлорбензола и хлорида алюминия с магнием:

{\displaystyle {\mathsf {3C_{6}H_{5}Cl+3Mg+AlCl_{3}\ {\xrightarrow {}}\ Al(C_{6}H_{5})_{3}+3MgCl_{2}}}}
- Взаимодействие дифенилртути с алюминием:

{\displaystyle {\mathsf {3(C_{6}H_{5})_{2}Hg+2Al\ {\xrightarrow {T}}\ 2Al(C_{6}H_{5})_{3}+3Hg}}}

## Физические свойства
Трифенилалюминий — твёрдое бесцветное вещество, окисляется на воздухе.
При комнатной температуре трифенилалюминий образует димеры (как и остальные алюмоорганические соединения), но они в значительной степени диссоциированы.

## Химические свойства
- Реагирует с водой:

{\displaystyle {\mathsf {Al(C_{6}H_{5})_{3}+3H_{2}O\ {\xrightarrow {}}\ Al(OH)_{3}+3C_{6}H_{6}}}}
- Реагирует с кислотами, спиртами, аминами и другими протоносодержащими соединениями:

{\displaystyle {\mathsf {Al(C_{6}H_{5})_{3}+HO{\text{-}}R\ {\xrightarrow {}}\ (C_{6}H_{5})_{2}AlO{\text{-}}R+C_{6}H_{6}}}}
- Окисляется до фенолята:

{\displaystyle {\mathsf {2Al(C_{6}H_{5})_{3}+3O_{2}\ {\xrightarrow {}}\ 2Al(OC_{6}H_{5})_{3}}}}
- С углекислым газом образует бензоат алюминия:

{\displaystyle {\mathsf {Al(C_{6}H_{5})_{3}+3CO_{2}\ {\xrightarrow {}}\ Al(OOC{\text{-}}C_{6}H_{5})_{3}}}}